# Nocomis biguttatus
Nocomis biguttatus är en fiskart som först beskrevs av Kirtland, 1840.  Nocomis biguttatus ingår i släktet Nocomis och familjen karpfiskar. Inga underarter finns listade i Catalogue of Life.